# Gaby
Gaby település Olaszországban, Valle d’Aosta régióban. Lakosainak száma 423 fő (2023. január 1.). Gaby Andorno Micca, Callabiana, Issime, Piedicavallo, Sagliano Micca, Brusson, Gressoney-Saint-Jean és Rassa községekkel határos.

## Népesség
A település lakossága az elmúlt években az alábbi módon változott:
| Lakosok száma | 458  | 467  | 423  |
|               | 2017 | 2018 | 2023 |